# Grancey-le-Château-Neuvelle
Grancey-le-Château-Neuvelle is een gemeente in het Franse departement Côte-d'Or (regio Bourgogne-Franche-Comté) en telt 277 inwoners (2004). De plaats maakt deel uit van het arrondissement Dijon.

## Geografie
De oppervlakte van Grancey-le-Château-Neuvelle bedraagt 27,8 km², de bevolkingsdichtheid is 10,0 inwoners per km².
De onderstaande kaart toont de ligging van Grancey-le-Château-Neuvelle met de belangrijkste infrastructuur en aangrenzende gemeenten.

## Demografie
Onderstaande figuur toont het verloop van het inwonertal (bron: INSEE-tellingen).

1. ↑  Populations de référence 2022.